# Telekom S-League
 Telekom S-League oder auch Solomon Islands S-League (ehemals Solomon Islands National Club Championship) ist die höchste Fußballliga der Solomon Islands Football Federation. Die Liga wird seit 2003 ausgetragen. Die erfolgreichsten Mannschaft ist der Solomon Warriors FC mit sieben Titeln, gefolgt von Koloale FC Honiara mit sechs.
Als Hauptsponsor fungiert das salomonische Kommunikationsunternehmen Our Telekom, welches die Liga jährlich mit etwa 37.000 € unterstützt.

## Bisherige Sieger
Die bisherigen Sieger der Liga sind:

### Telekom S-League
- 2010/11: Koloale FC Honiara
- 2011/12: Solomon Warriors FC
- 2013/14: Solomon Warriors FC
- 2014/15: Western United FC
- 2015/16: Western United FC
- 2016: Marist FC
- 2017/18: Solomon Warriors FC
- 2018: Solomon Warriors FC
- 2019/20: Solomon Warriors FC
- 2020/21: Henderson Eels FC
- 2021: Central Coast FC
- 2022/23: Solomon Warriors FC
- 2023: Solomon Warriors FC
- 2024: Central Coast FC

### National Club Championship
- 2000: Laugu United
- 2001: Koloale FC Honiara
- 2002: Koloale FC Honiara
- 2003: Koloale FC Honiara
- 2004: Central Realas
- 2005/06: Marist FC
- 2006/07: Kossa FC
- 2007/08: Koloale FC Honiara
- 2008/09: Marist FC
- 2009/10: Koloale FC Honiara

### S-League
- 2004: JP Su’uria
- 2005: JP Su’uria

### TSL Championship
- 2018: Solomon Warriors FC (Honiara)

### Championship Series Sieger
- 2011: Solomon Warriors FC (Honiara)

### O-League-Play-off
- 2011: Koloale FC Honiara – Solomon Warriors FC, 0–0, 3–2[3]